# Kanton Obergeis
Der Kanton Obergeis war eine Verwaltungseinheit im Distrikt Hersfeld des Departements der Werra im napoleonischen Königreich Westphalen.  Hauptort des Kantons und Sitz des Friedensgerichts war der Ort Obergeis, heute Ortsteil von Neuenstein im Landkreis Hersfeld-Rotenburg. Der Kanton umfasste 24 Dörfer und Weiler, hatte 4.003 Einwohner und eine Fläche von 2,72 Quadratmeilen.
Zum Kanton gehörten die Ortschaften:
- Obergeis, mit Erzebach
- Aua
- Beenhausen mit Heyerode und Ludwigseck
- Ersrode mit Hainrode
- Frielingen und Heddersdorf
- Gittersdorf
- Goßmannsrode mit Rotterterode und Beiersgraben
- Niederthalhausen mit dem Hof Trunsbach
- Oberthalhausen und Emmrichsrode
- Reckerode mit Scheidhof
- Untergeis, mit Biedebach
- Willingshain und Gersdorf